# تپه خرمن یری۱
تپه خرمن یری۱ مربوط به دوران‌های تاریخی پس از اسلام است و در شهرستان بوئین‌زهرا، بخش اّبگرم، روستای یمق واقع شده و این اثر در تاریخ ۲۵ اسفند ۱۳۸۰ با شمارهٔ ثبت ۵۵۲۶ به‌عنوان یکی از آثار ملی ایران به ثبت رسیده است.